# Mildred (Kansas)
Mildred és una població dels Estats Units a l'estat de Kansas. Segons el cens del 2000 tenia 36 habitants.

## Demografia
Segons el cens del 2000, Mildred tenia 36 habitants, 19 habitatges, i 9 famílies. La densitat de població era de 57,9 habitants/km².
Dels 19 habitatges en un 21,1% hi vivien nens de menys de 18 anys, en un 26,3% hi vivien parelles casades, en un 10,5% dones solteres, i en un 52,6% no eren unitats familiars. En el 52,6% dels habitatges hi vivien persones soles el 15,8% de les quals corresponia a persones de 65 anys o més que vivien soles. El nombre mitjà de persones vivint en cada habitatge era d'1,89 i el nombre mitjà de persones que vivien en cada família era de 2,89.
Per edats la població es repartia de la següent manera: un 22,2% tenia menys de 18 anys, un 8,3% entre 18 i 24, un 27,8% entre 25 i 44, un 25% de 45 a 60 i un 16,7% 65 anys o més.
L'edat mediana era de 40 anys. Per cada 100 dones de 18 o més anys hi havia 115,4 homes.
La renda mediana per habitatge era de 21.250 $ i la renda mediana per família de 14.167 $. Els homes tenien una renda mediana de 20.625 $ mentre que les dones 11.250 $. La renda per capita de la població era de 8.372 $. Entorn del 16,7% de les famílies i el 15,6% de la població estaven per davall del llindar de pobresa.

## Poblacions més properes
El següent diagrama mostra les poblacions més properes.